# Limpfings
Limpfings ist eine Ortschaft und eine Katastralgemeinde der Gemeinde Schwarzenau im Bezirk Zwettl in Niederösterreich.

## Geschichte
Laut Adressbuch von Österreich waren im Jahr 1938 in Limpfings ein Viehhändler und einige Landwirte ansässig.

## Siedlungsentwicklung
Zum Jahreswechsel 1979/1980 befanden sich in der Katastralgemeinde Limpfings insgesamt 27 Bauflächen mit 12.700 m² und 17 Gärten auf 4.288 m², 1989/1990 gab es 26 Bauflächen. 1999/2000 war die Zahl der Bauflächen auf 63 angewachsen und 2009/2010 bestanden 31 Gebäude auf 62 Bauflächen.

## Bodennutzung
Die Katastralgemeinde ist landwirtschaftlich geprägt. 134 Hektar wurden zum Jahreswechsel 1979/1980 landwirtschaftlich genutzt und 8 Hektar waren forstwirtschaftlich geführte Waldflächen. 1999/2000 wurde auf 121 Hektar Landwirtschaft betrieben und 11 Hektar waren als forstwirtschaftlich genutzte Flächen ausgewiesen. Ende 2018 waren 120 Hektar als landwirtschaftliche Flächen genutzt und Forstwirtschaft wurde auf 11 Hektar betrieben. Die durchschnittliche Bodenklimazahl von Limpfings beträgt 29,4 (Stand 2010).